# ويليام بلاك
ويليام بلاك (بالإنجليزية: William K. Black)‏ (و. 1951 – م) هو عالم اقتصاد، ومحامي، من الولايات المتحدة الأمريكية، ولد في ديربورن، ميشيغان.

## التعليم
تعلم في جامعة ميشيغان، وكلية القانون في جامعة ميشيغان.